# Янис Розенталс
Янис Розенталс (латвийски Janis Rozentāls) е един от първите професионални художници в Латвия и един от основоположниците на латвийската национална жанрова живопис.
Работи в различни жанрове на изобразителното изкуство и е водещ портретист, пейзажист, майстор на сложни многофигурни композиции, график, илюстратор, критик и преподавател.

## Биография
Янис Розенталс е роден на 18 март 1866 година в Салдуски район на Курландска губерния, част от Руската империя, в семейството на ковача Микелис Розентал. Завършва училището в Салдус и продължава в Kuldīgas, но след година и половина напуска, поради липса на средства. Заминава за Рига, където работи в будка за закуски и най-различни други неща. В началото на 1885 започва работа като чирак в ателието на художника J. Celēviča, а в края ѝ става калфа. Копира картини в Градската картинна галерия и рисува портрети. Първите уроци по рисуване получава в Немското професионално занаятчийско училище в Рига.
На пролетна ученическа изложба в Петербург през 1888 година, негова картина е отличена със сребърен медал. През 1888 постъпва в отдела по живопис в Петербургската художествена академия, където в продължение на пет години учи в класа на Владимир Маковски. Там той първо усвоява живописта в традициите на класическия академизъм. По-късно, след смяна на педагогическия персонал, изучава принципите на реализма на основа изкуството на Передвижниците. В студентските си години става член на петербургската група латвийски художници „Rūķis“ (Гном).
Завършва през 1894 година като за дипломна работа представя картината „След богослужение“, за която получава титлата художник първа степен. Творбата е високо оценена на първата изложба на латвийското изкуство през 1896 година. На нея изобразява тълпа хора от родния Салдус, където след църковна служба по каменните стъпала се спускат рамо до рамо младежи, деца, старци, хора в разцвета на силите си, работници и работодатели. Всички те образуват една единна, динамична галерия от типажи на негови съвременници. Розенталс получава дипломата си две години по-късно, след като взима последния си изпит.
След завършване на академията, няколко последователни години прекарва зимите в Петербург, а летата – в Латвия и в задгранични пътувания до Швеция, Франция и Германия. От 1899 до 1901 година живее в родния си град Салдус, а след това се премества в Рига.
В края на 1902 година в Рига пристига на турне финландската певица Ели Форсел, с която се запознават на един прием. Оженват се на 5 март 1903 година в Хелзинки и се установяват в Рига, където сменят няколко квартири. Семейството има три деца – Лайла (1903 – 1977), Иря (1906 – 1984) и Микелис (1907 – 1952).
Розенталс работи като преподавател в училището на А. Блум и в Рижкото градско художествено училище. От 1906 година, в продължение на 4 години ръководи частно художествено студио. Публикува статии по теми за изкуството в периодични издания като „Залктис“ и съдейства за развитието на естетическата мисъл и художествената критика в Латвия. Става художествен редактор на списанията „Веротаис“ и „Друва“.
В дома на Розентал се събират водещи фигури на културата в страната – композиторите Язеп Витолс и Емил Мелнгайлис, писателите Ана Бригадере, Янис Яунсудрабиниш, Карлис Скалбе и други.
По време на Първата световна война, когато германците наближават Рига, семейството се премества във Финландия. Там живее в околностите на остров Кулосари (Бренда), в покрайнините на Хелзинки. През 1916 година Розенталс се разболява сериозно, но въпреки това рисува до последния си ден. Умира на 26 декември същата година. През 1920 година тленните му останки са пренесени и препогребани в Рига.

## Творчество
Творчеството на Янис Розенталс обхваща различни жанрове от изобразителното изкуство. Той рисува пейзажи, занимава се с олтарна живопис, монументално изкуство, графика и илюстрации. Най-голям принос обаче има в развитието на портретната живопис в страната. На неговата четка принадлежат поредица от изразителни портрети на негови съвременници.
В индивидуалния маниер на рисуване на художника се забелязват характерните за стилистичните търсения на неговото време черти – отказ от академизма, влиянието на импресионизма, символизма, сецесиона и постимпресионизма. С негово посредничество, чрез творбите които създава, в латвийското изкуство навлизат вече разпространените в Европа нови идеи и прийоми, усвояването на които за местната художествена среда има революционно значение.
Най-застъпен в творчеството на Розентал е портретният жанр. Той рисува портрети на приятели, членове на семейството и изпълнява поръчкови портрети. Нерядко се занимава и с жанрова живопис. Рисува пейзажи, особено често – изгледи от Финландия, Сигулда и околностите на родния му град Салдус.
Дълбоката любов на художника към родния край и хората на Латвия заляга в основите на неговото творчество. В картината „От гробището“ (1895) той разглежда темата за класовото разслоение в латвийското село, като рисува конкретни образи на свои съграждани от Салдус. В нея ясно се вижда големият му интерес към ефектите на светлината в пленерната живопис. Теоретикът на изкуството Янис Силинш пише за тази картина, а и за много други жанрови произведения на художника, че Розенталс основава своя традиция в селското битово направление в живописта, където е такъв майстор на жанра, какъвто е Рудолфс Блауманис в литературата.
Съвсем друго е настроението в картината „Песента на овчарката“, която излъчва радост от живота, младостта и жизнеността. Персонажите в картините на Розенталс са изобразени с характерна специфика, която формира общите характеристики на типовете латвийски работници и селяни в националната живопис. Той е всестранно развит художник и успява умело да предаде психологическото състояние на своите герои. За това свидетелстват такива картини като „Автопортрет“ и „Жена в бяло“.
Сериозно място в творчеството на художника заема темата за майчинството. В подобни работи той често обединява чертите от два жанра – портретния и пейзажния. На картината „Под офиката“, която е типичен пример за този маниер, са изобразени жената и малката дъщеря на художника.
Розентал има голям творчески диапазон, негово е мозаечното пано на фасадата на Дома на рижкото латвийско общество. Съществено място в творчеството му заема религиозният жанр – рисува олтарни картини за църквите в Стенде (1903) и Дундага (1912) и за църквата „Св. Ана“ в Йелгава, новата рижка църква „Св. Гертруда“ (1910), картините „Исус на кръста“ в ризницата на лутеранската църква „Свети Йоан Кръстител“ в Рига. В Латвия Розентал прави няколко самостоятелни изложби – през 1910 в Йелгава, а през 1910, 1912, 1913 и 1914 – в Рига.

## Памет
През 1973 година в Рига е открит музей на Янис Розенталс и Рудолфс Блауманис. Намира се в апартамент на улица „Алберт“, където от 1904 до 1915 живее семейство Розентал. От 1906 до 1908 година в една от стаите, като квартирант, живее приятелят му, писателят Блауманис.
Сградата е един от най-значителните архитектурни паметници в Рига и е построена през 1903 година. Пресъздадена е обстановката, в която са живели и работили Розенталс и Блауманис. По стените на ателието са изложени творби на художника.
В постоянната експозиция на латвийския Национален художествен музей са изложени картините на Розенталс „Автопортрет“ (1900), „Портрет на П. Федер“ (1901), „Край масата“ (ок. 1900), „След богослужение“ (1894), „Ликуващи деца“, „В ателието на художника“, „Жена в бяло“, „Парижко кафене“ (1908), „Аркадия“ (1910), „Стрелец“ (1914), „Принцеса с маймунка“ (1913), „Ранна пролет в Курземе (Курландия)“ (1909), „Портрет на Малвина Вигнер-Гринберг“ (1916).
- Портрети
- Vilhelm Purvīš (1898)
- Княгиня Шарлоте фон Ливен (1899)
- Мъж с цигара (1901)
- Портрет на П. Федер (1901)
- Mērija Grosvalds (1902)
- Писателят Рудолфс Блауманис (1908)

- Жанрова живопис
- След богослужение (1894)
- От гробището (1895)
- Смърт (1897)
- Пране (1904)
- Веранда в Капри (1912)
- Аркадия (1916)

- Други
- В ателието (1896)
- Черната змия (1903)
- Под черешовото дърво (1904)
- Под офиката (1905)
- Жена и духът да природата (1907)
- Картина от олтара на новата църква „Св. Гертруда“ (1910)
- Принцесата и маймунката (1913)
- Пролет в Сигулда (фрагмент) (1913)
- Пикник (1913)
- При извора
- Изглед от Италия (1915)
- Паметникът на Розенталс в Салдус